# Galium masafueranum
Galium masafueranum là một loài thực vật có hoa trong họ Thiến thảo. Loài này được Skottsb. mô tả khoa học đầu tiên năm 1922.